# Küb
Küb ist ein Ortsteil sowie eine Ortschaft und Katastralgemeinde der Marktgemeinde Payerbach im Bezirk Neunkirchen in Niederösterreich. Die Ortschaft hat 199 Einwohner (Stand 1. Jänner 2024).

## Geografie
Küb liegt südöstlich von Payerbach am Ausgang des Kübgrabens, der beim Schloss Mühlhof in die Schwarza mündet.

## Geschichte
Mit dem Bau der Semmeringbahn wurden in der zweiten Hälfte des 19. Jahrhunderts in und um Küb mehrere Villen errichtet, von denen die Villa Warrens oder die Villa Vetsera die bedeutendsten waren. Obwohl die Entwicklung in Küb zunächst unabhängig von der Sommerfrische in Reichenau an der Rax war, wurde sie von der in der Villa Wartholz weilenden Kaiserfamilie stark beeinflusst.

## Postamt Küb
Im Jahr 1905 wurde in Küb ein Postamt eröffnet, weil eine vertraute Bedienstete der Kaiserin Zita im Hause Küb Nummer 7 logierte und dadurch für die Kaiserin leichter erreichbar war. Das Postamt wurde 2004 geschlossen und ist heute als Historisches Postamt Küb ein Museum.

## Bahnstation Küb
Die Haltestelle an der Semmeringbahn befindet sich westlich des Ortes und besteht aus zwei Wartehäuschen an beiden Seiten der Gleise.

## Sehenswürdigkeiten
- Die Barbarakapelle wurde 1916 durch Soldaten in der Kaserne in Payerbach errichtet, 1922 abgetragen und daraufhin in Küb wieder aufgestellt.

## Persönlichkeiten
- Franz Parrer (1875–1944), Politiker, verstarb in Küb
- Traute Foresti (1915–2015), Lyrikerin, Nachdichterin und Schauspielerin
- Jakob Brandstätter (1928–1987), Landwirt und Abgeordneter zum Nationalrat
- Peter Payer (* 1962), Historiker, Stadtforscher und Museumskurator, lebt in Küb